# Тендровская коса
Те́ндровская коса́ (Тендра, укр. Тендрівська коса) — остров вблизи северо-западного побережья Чёрного моря, в пределах Херсонской области.

## География

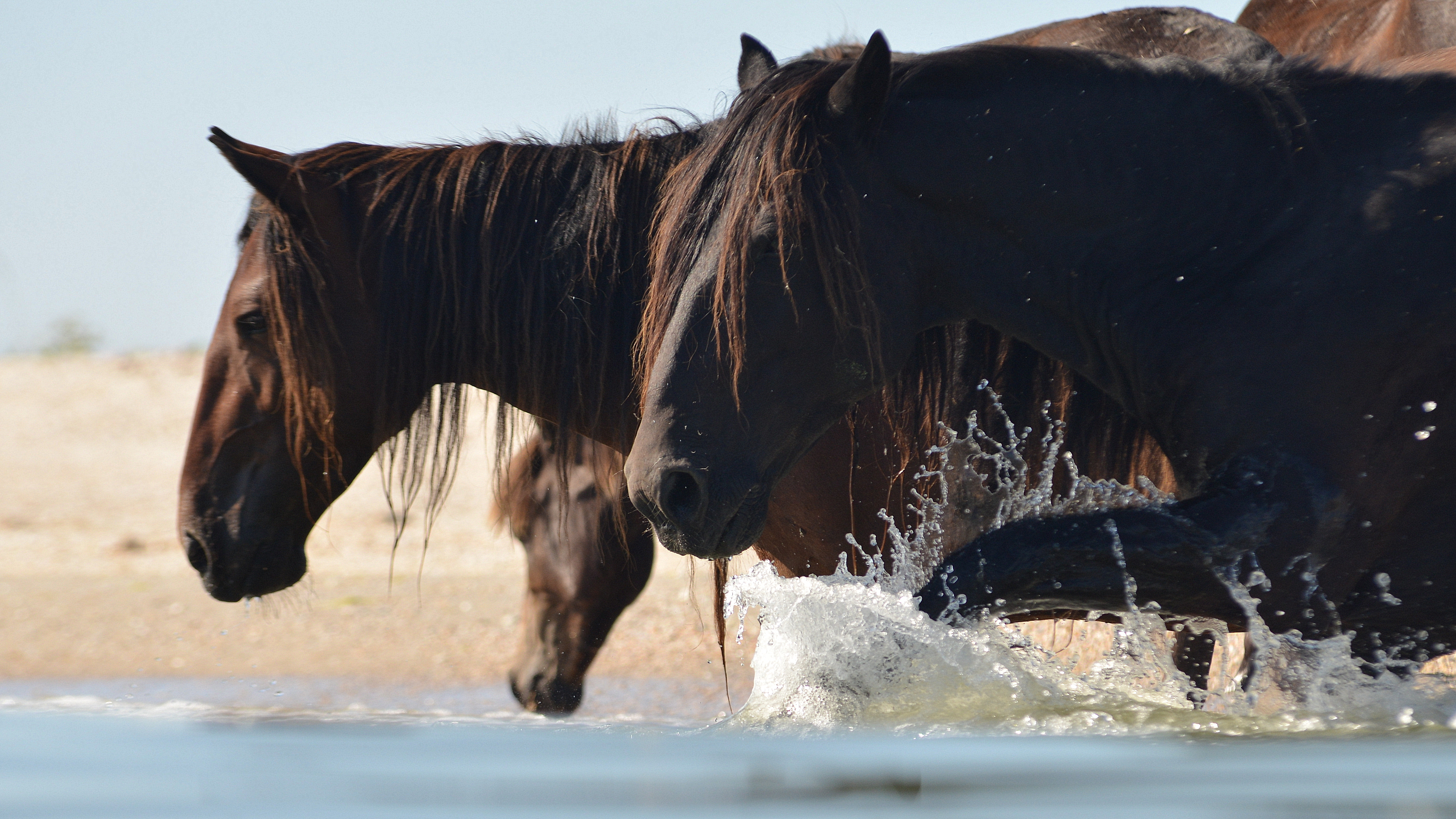
Черноморский биосферный заповедник. Одичавшие лошади пьют солёную воду Чёрного моря

Вытянута Тендровская коса в северо-западном направлении на 65 км, её ширина до 1,8 км. Площадь 38 км². Максимальная высота над уровнем моря составляет 2,5 м. От материка коса отделена Тендровским заливом. Возникла в результате морской аккумуляции песка и ракушечника. Поверхность косы низменная. Западная часть лопатообразно расширена. Для её прибрежной части характерны береговые валы (которые свидетельствуют о постоянном нарастании) и озёра-лагуны между ними, для центральной — выровненная пониженная поверхность, для южной — эоловые (от имени повелителя ветров Эола в древнегреческой мифологии — накопление тонкого рыхлого материала, принесенного ветром) горбы и кучугуры (песчаные бугры и ямы, образованные ветром). В западной части косы в Тендровский залив врезается полуостров Белые Кучугуры. Средняя часть имеет 6 расширений с озёрами — отшнурованными частями лагуны. Морские волны перекатываются через Тендровскую косу. Полоса пляжей хорошо сформирована вдоль морского побережья и почти отсутствует в лагунном. Тендровская коса поросла разреженной травянистой растительностью и кустарниками. В 1920-х годах коса входила в систему новообразованных заповедников. Ныне большая часть острова входит в состав Черноморского биосферного заповедника.

## История
Известна с античных времён под названием Ахиллесов бег. На косе располагалось святилище Ахилла и проводились религиозные праздники со спортивными соревнованиями.
Во время русско-турецкой войны 1787—1792 годов около Тендры русская эскадра контр-адмирала Ф. Ф. Ушакова 8-9 сентября 1790 года разбила турецкую эскадру.
Во время Гражданской войны Тендра (в 1920) была стоянкой крупных военно-морских сил Русской армии барона Петра Николаевича Врангеля, угрожавших оттуда Одессе.
В ходе вторжения России на Украину в феврале 2022 года коса была захвачена российскими войсками. 28 февраля 2024 года ССО Украины провели неудачный рейд на косу, потеряв по данным телеграм-канал Mash около 20 бойцов спецназа.